# Tetragonostylops apthomasi
Tetragonostylops apthomasi — викопний вид південноамериканських копитних ссавців родини Trigonostylopidae, що існував у пізньому еоцені. Викопні рештки ссавця знайдено в Бразилії та Аргентині.